# Snellenius sedlaceki
Snellenius sedlaceki är en stekelart som beskrevs av Austin och Paul C. Dangerfield 1993. Snellenius sedlaceki ingår i släktet Snellenius och familjen bracksteklar. Inga underarter finns listade i Catalogue of Life.